# ده لاله
ده لاله، روستایی از توابع بخش مرکزی شهرستان سپیدان در استان فارس ایران است.

## جمعیت
این روستا در دهستان خفری قرار دارد و براساس سرشماری مرکز آمار ایران در سال ۱۳۸۵، جمعیت آن ۳۰ نفر (۵خانوار) بوده‌است.